# Southia opposita
Southia opposita är en insektsart som först beskrevs av Fabricius 1803.  Southia opposita ingår i släktet Southia och familjen Kinnaridae. Inga underarter finns listade i Catalogue of Life.